# Fritz-August Wilhelm Markmann
Fritz-August Wilhelm Markmann (né le 23 septembre 1899 à Perleberg et mort le 13 mars 1949 à Ebstorf) est maire de Magdebourg de 1933 à 1945.

## Biographie
Le fils d'un maître sellier grandit à Perleberg dans l'ouest du Brandebourg, où il termine également sa scolarité avec son Abitur. Immédiatement après, il commence le service militaire, où il est utilisé, entre autres, comme interprète dans un camp de prisonniers de guerre dans la province de Saxe. Après la fin de la guerre, Markmann entreprend d'abord des études de médecine à Berlin, qu'il abandonne cependant pour se tourner vers des études de droit à Iéna. Il le complète avec succès en 1922 avec un doctorat.
Après avoir travaillé pendant trois ans comme syndic à Bitterfeld et à Berlin, il assume en 1925 une position de leader dans l'association des entreprises de taille moyenne à Magdebourg. Il est déjà engagé politiquement à cette époque, d'abord au sein du Parti économique. En octobre 1931, il devient membre du NSDAP, mais n'y joue initialement aucun rôle significatif, car son parti ne le place que 19e sur la liste des candidats au conseil municipal de Magdebourg. Il suffit cependant de devenir conseiller municipal.
Le 22 mars 1933, le maire de Magdebourg, Ernst Reuter, est démis de ses fonctions par les nationaux-socialistes, et le gouvernement prussien met à sa place le national-socialiste convaincu Markmann, car ils espèrent qu'il aurait l'expertise nécessaire sur la base sur sa carrière précédente. L'élection officielle a lieu le 6 juillet 1933. Dans les années qui suivirent, il se révèle avant tout un homme d'affaires prévoyant, lorsqu'il entame l'agrandissement du port de commerce, prend l'initiative de relier Magdebourg à l'autoroute et au canal Mittelland, et poursuit la construction de logements urgents. D'autre part, dans le cadre du système national-socialiste, il est également responsable de l'abolition des structures démocratiques dans l'administration municipale et exerce sa fonction de manière autoritaire.
Au cours de la glorification de l'histoire allemande sous le Troisième Reich, il s'intéresse au développement du droit municipal de Magdebourg, publie de nombreux écrits sur le sujet et fonde en 1940 un institut dirigé par Theodor Goerlitz (de) pour faire des recherches sur le droit de Magdebourg. Dès 1933, le Musée d'histoire de la ville a été créé à son instigation.
Le début de la Seconde Guerre mondiale met fin à ses autres grands projets, comme la construction d'un nouveau pont fluvial et de la ligne principale est-ouest. Confronté à la destruction de sa ville par de violents bombardements, il se détourne de plus en plus du national-socialisme et cherche à entrer en contact avec des forces progressistes telles que le maire de Leipzig, Carl Friedrich Goerdeler. En avril 1945, il tente en vain d'empêcher la défense inutile de Magdebourg.
Après l'entrée des Américains dans la ville, Markmann, qui, contrairement à d'autres dirigeants, reste dans la ville, est arrêté et interné. Après sa libération en septembre 1946, il déménage chez des parents à Ebstorf, en Basse-Saxe. La commission de dénazification l'y a classé comme « adepte ». Il travaille comme employé de commerce jusqu'à sa mort.